# Richard Nibley
Fred Richard Nibley (29 de abril de 1913 – 22 de septiembre de 1979) fue un violinista estadounidense, compositor y educador. Se le suele citar como un experto en la influencia de la música en el comportamiento.

## Biografía
Richard nació en Medford, Oregón. Sus padres fueron Alexander Nibley y Agnes Sloan. Su gran hermano, Hugh Nibley y su bisabuelo, Alexander Neibaur, fue el primer judío en convertirse al mormonismo. 
Richard pasó muchos años de su vida como profesor en el Snow College en Ephraim (Utah). Vivió en una casa de pioneros en Main Street en Ephraim que fue construida por Canute Peterson, un líder mormón de inicios del movimiento en la zona.
Murió en el otoño de 1979 de esclerosis lateral amiotrófica.